# Rate Monotonic Scheduling
Rate Monotonic Scheduling angol kiefejezés jelentése független taskok dinamikus ütemezése.
Periodikus, független hard real-time taskok ütemezésének klasszikus algoritmusa egyprocesszoros rendszerben: a rate monotonic algoritmus (azaz: a leggyakoribb először), melyet 1973-ban publikáltak. Ez egy statikus task prioritásokon nyugvó dinamikus preemptív algoritmus, amely a taskokat illetően az alábbiakat tételezi fel:
- Az összes kemény határidővel rendelkező task periodikus.
- Minden task független egymástól: nincsen precedencia, vagy kölcsönös kizárási kényszer.
- A határidő minden task esetében a periódus idővel egyezik.
- Minden task kiszámítási ideje előre ismert és konstans ({\displaystyle C_{i}}).
- Az átkapcsolási idők (context switching) elhanyagolhatók.
- A kihasználási/hasznosítási tényezőre teljesül, hogy

{\displaystyle U=\sum _{i=1}^{n}{\frac {C_{i}}{T_{i}}}\leq n({\sqrt[{n}]{2}}-1)}
ahol {\displaystyle n} az ütemezett taskok száma, {\displaystyle C_{i}} az i-edik task végrehajtásához szükséges idő, {\displaystyle T_{i}} pedig ezen task periódusideje.
A statikus prioritás hozzárendelés úgy történik, hogy a legkisebb periódusú task kapja a legnagyobb prioritást. Ha a task periódusok a legkisebb periódus egészszámú többszörösei, akkor egy processzoros rendszerben elérhető a {\displaystyle \mu =1} elvi maximum.